# Doedicurus clavicaudatus
Il dedicuro (Doedicurus clavicaudatus, Owen 1847) è una specie estinta di mammifero, imparentato alla lontana con gli attuali armadilli. I suoi resti sono stati rinvenuti in Sudamerica in terreni risalenti al Pleistocene.

## Aspetto
Al contrario degli armadilli, che hanno una corazza formata da elementi mobili che permettono all'animale di appallottolarsi, il dedicuro e i suoi parenti (i gliptodontidi) possedevano un vero e proprio scudo osseo formato da elementi fusi tra di loro, che lo rendevano rigido e totalmente impenetrabile. Anche la testa era fornita di una sorta di "elmo" osseo, mentre le zampe, prive di protezione, erano corte e potevano essere ripiegate sotto il corpo in caso di tentativi di predazione. 

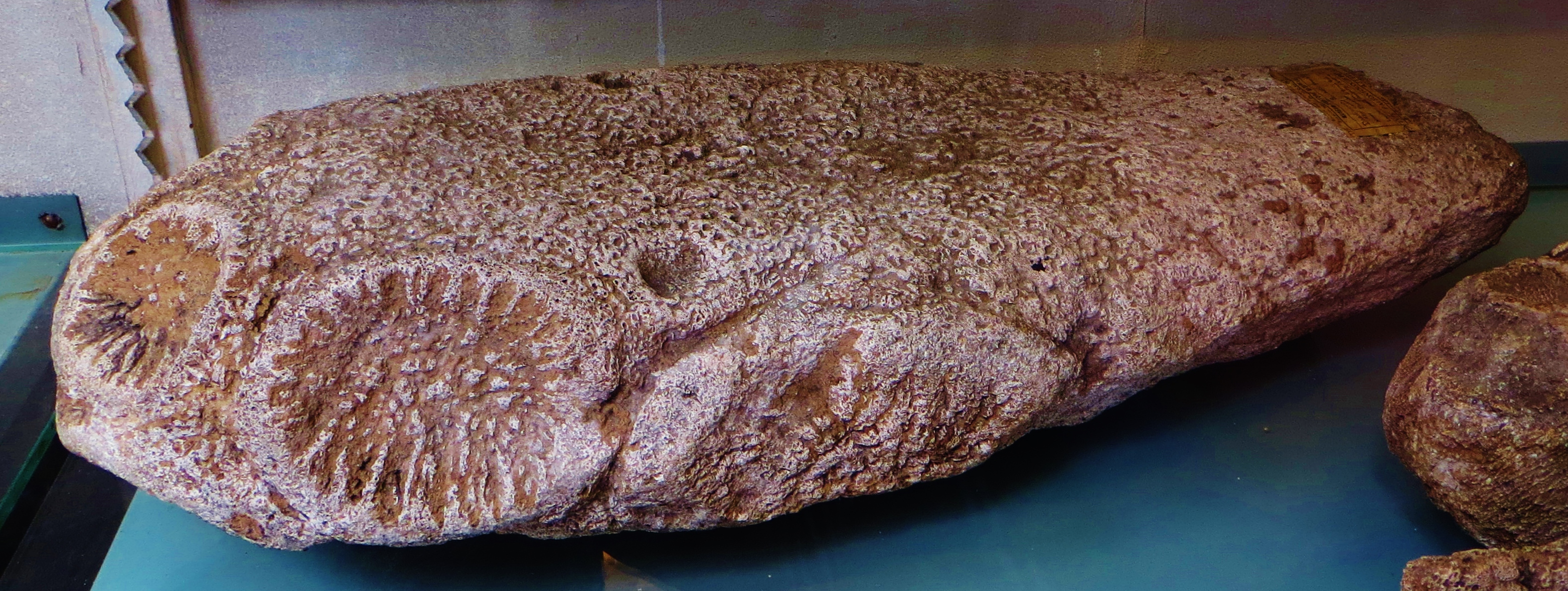
Coda di Doedicurus, sprovvista degli spuntoni.

Ma l'aspetto più sorprendente dell'intero animale era costituito dalla coda: questa non solo era corazzata ma terminava anche con una specie di "clava" munita di punte lunghe e acuminate, simile al mazzafrusto usato dai cavalieri medievali. Questa struttura veniva agitata come deterrente nei confronti dei predatori, ad esempio i Phorusrhacos, i branchi di lupi e le tigri dai denti a sciabola, molto comuni nelle pianure pleistoceniche. Il dedicuro poteva inoltre contare sulla sua mole: alto 1,5 metri, lungo oltre 4 metri e pesante due tonnellate, questo animale era senza dubbio virtualmente impossibile da attaccare.

## Nella cultura di massa
Appare nel documentario della BBC I predatori della preistoria, nell'episodio I felini con i denti a sciabola, e nel settimo episodio della docuserie Netflix La vita sul nostro pianeta.